# Pàdua
Pàdua – stacja metra w Barcelonie, na linii 7. Stacja znajduje się w dzielnicy Sarrià-Sant Gervasi.
Stacja została otwarta w 1954, kiedy ukończono odcinek pomiędzy stacjami Gràcia a Avinguda Tibidabo.